# Actinocongestine

Schéma du derme oral d'un polype

L'actionocongestine est chez les coraux le liquide urticant se trouvant dans les vacuoles.